# Rasmus Bengtsson (Fußballspieler)
Rasmus Bengtsson (* 26. Juni 1986 in Malmö) ist ein ehemaliger schwedischer Fußballspieler. Der Innenverteidiger debütierte 2009 in der schwedischen Nationalmannschaft.

## Werdegang

### Durchbruch in Schweden
Bengtsson entstammt der Jugend von Malmö FF. Da er sich dort zunächst nicht durchsetzen konnte, wurde der Innenverteidiger zusammen mit Andreas Wihlborg an Trelleborgs FF ausgeliehen. Bei dem Zweitligisten sollten beide Spielpraxis sammeln. Am Ende der Spielzeit 2006, in der er in 19 Spielen zum Einsatz kam und zwei Tore erzielte, konnte er mit dem Klub den Aufstieg in die Allsvenskan feiern und wurde von TFF endgültig unter Vertrag genommen.
In seiner ersten Spielzeit in der schwedischen Eliteserie schaffte Bengtsson zehnmal den Sprung in die Startelf und konnte sich für die schwedische U21-Nationalmannschaft empfehlen. Kurz vor dem Spiel gegen die Juniorenauswahl Irlands im Oktober 2007 verletzte er sich jedoch, so dass er auf einen Einsatz verzichten musste und ironischerweise durch seinen Vereinskameraden Wihlborg ersetzt wurde. Im Februar 2008 gehörte er bei einem Turnier in Portugal wieder zum Kader der Landesauswahl, wurde aber beim 1:0-Sieg über die ukrainische U21-Mannschaft nicht eingesetzt. Beim Finalspiel des Turniers am 6. Februar gegen die portugiesische U21-Auswahl kam er zu seinem Debüt, konnte aber die 0:3-Niederlage nicht verhindern.
Nachdem Bengtsson sich in der Spielzeit 2008 einen Stammplatz bei TFF erkämpfen konnte und in 28 der 30 Saisonspiele zum Einsatz kam und ebenso sich in der U21-Auswahl behaupten konnte, weckte er das Interesse der Konkurrenz. Zunächst wurde über einen Wechsel zum FC Kopenhagen spekuliert und ein Transfer zum schwedischen Ligarivalen Hammarby IF gemeldet, letztlich entschied er sich, zumindest bis zur Sommertransferperiode nach der U-21-Europameisterschaft abzuwarten und bei TFF zu bleiben.
Am 16. Dezember 2008 gab Nationaltrainer Lars Lagerbäck das Aufgebot für eine US-Tournee der schwedischen Nationalmannschaft bekannt, zu dem neben weiteren Debütanten wie Rasmus Elm oder Patrik Ingelsten auch Bengtsson gehört. Am 28. Januar des folgenden Jahres debütierte er beim 1:0-Erfolg über die mexikanische Nationalmannschaft durch ein Tor von Alexander Farnerud an der Seite von Patrik Anttonen, Mattias Bjärsmyr und Adam Johansson in der Abwehrkette der Landesauswahl. In der anschließenden Spielzeit gehörte er sowohl in der Liga als auch der U-21-Nationalmannschaft zu den Stammspielern, so dass ihn Ende Mai die Auswahltrainer Tommy Söderberg und Jörgen Lennartsson für die U21-Europameisterschaftsendrunde im Sommer im eigenen Land nominierten, wo er einer von elf Spielern mit A-Länderspielerfahrung war. Im Turnierverlauf kam er in allen vier Partien zum Einsatz, bis er mit der Auswahl im Halbfinale nach Elfmeterschießen an England scheiterte.

### Wechsel ins Ausland
Zur Bundesliga-Saison 2009/10 wechselte Bengtsson für ca. 500.000 Euro zum deutschen Bundesligisten Hertha BSC. Für den Berliner Klub, bei dem er die Rückennummer „22“ erhielt, gab er in der Qualifikation zur Europa League 2009/10 gegen Brøndby IF sein Pflichtspieldebüt. Bei der 1:2-Niederlage gegen den 1. FSV Mainz 05 am 5. Spieltag spielte er erstmals in der Bundesliga. Am 17. September 2009 gab Bengtsson sein Europapokaldebüt, als er im ersten Europa-League-Gruppenspiel gegen den FK Ventspils in der Anfangself stand und auch nicht ausgewechselt wurde. Unter Trainer Lucien Favre und dessen Nachfolger Friedhelm Funkel kam er jedoch allenfalls sporadisch zum Einsatz. Für die Berliner kam er insgesamt zu sechs Einsätzen in der Bundesliga. Das Spiel gegen Ventspils war auch sein einziger Europa-League-Einsatz.
Bengtsson wechselte zur Saison 2010/11 zum FC Twente Enschede, der zuvor den niederländischen Meistertitel gewonnen hatte. Dort saß er zunächst auf der Auswechselbank und machte einzig Schlagzeilen, als er Mitte September im Training seinen Landsmann Emir Bajrami verletzte. Hatte er im Oktober gegen ADO Den Haag in der Eredivisie debütiert, saß er in der Folge weiterhin hauptsächlich auf der Ersatzbank und stand an manchen Spieltagen gar nicht im Mannschaftskader. Als niederländischer Meister war Enschede direkt für die Champions League qualifiziert. Bengtsson debütierte in der Champions League am 20. Oktober 2010, als er im dritten Gruppenspiel gegen den SV Werder Bremen nach 27 Minuten für Peter Wisgerhof eingewechselt wurde. Am 2. November 2010 kam Bengtsson im vierten Gruppenspiel, ebenfalls gegen den SV Werder, zum Einsatz; diesmal stand er in der Anfangself. Es sollte auch sein bisher letzter Einsatz in der Champions League sein. In der Liga kam er in zehn Spielen zum Einsatz. In der Folgesaison waren es 13 Spiele, wobei Bengtsson in acht dieser Partien über 90 Minuten spielte. In der Champions-League-Qualifikation scheiterte Twente an Benfica Lissabon, wobei Bengtsson in keiner Partie zum Einsatz kam. In der Europa League kam Bengtsson zu vier Einsätzen.
Dass Bengtsson unter Trainer Steve McClaren nur zweite Wahl war, zeigte sich auch zu Beginn der Spielzeit 2012/13, als er seine bisherige Rückennummer „5“ an den von NAC Breda geholten Robbert Schilder abgeben musste und die „17“ erhielt. Zu Beginn der Saison wurde er auch nur unregelmäßig eingesetzt, erarbeitete sich aber im Herbst einen Stammplatz. Im Sommer des folgenden Jahres wurde er sogar Mannschaftskapitän, die Mannschaft um Luc Castaignos, Quincy Promes, Roberto Rosales, Dušan Tadić und Robbert Schilder führte er in der anschließenden Spielzeit auf den dritten Tabellenplatz. Parallel hatte er sich zurück in den Kreis der Nationalmannschaft gespielt. Der in finanzielle Probleme geratene Klub konnte jedoch in der folgenden Saison nur bedingt an die Erfolge der Vorjahre anknüpfen, als die Mannschaft sich regelmäßig für den Europapokal qualifiziert hatte, und rutschte – auch aufgrund von Punktabzügen – im Laufe der Spielzeit 2014/15 ins mittlere Tabellendrittel ab.

### Rückkehr nach Schweden
Mitten in der laufenden Saison wechselte Bengtsson Ende März 2015 kurz vor Ende der Winterwechselperiode nach Schweden und kehrte zu seinem Jugendverein Malmö FF zurück. Beim amtierenden Meister unterzeichnete er einen bis Ende 2019 gültigen Kontrakt. Kurz nach Beginn der Spielzeit 2015 zog er sich eine Verletzung zu, in deren Folge er mehrere Wochen ausfiel. Auch im weiteren Saisonverlauf fiel er immer wieder vereinzelt aus, so dass er – auch nach einer Sperre in Folge einer gelb-roten Karte kurz vor Saisonende – nur 16 Ligaspiele bestreiten konnte. Auch in der folgenden Spielzeit fiel er zeitweise aus, in 18 Spielen trug er zum Gewinn des Meistertitels bei. Kurz vor Ende der Spielzeit 2016 zog er sich eine Meniskusverletzung zu, die auch einen langfristigen Ausfall in der mit der Titelverteidigung endenden folgenden Saison bedingte. Im Frühjahr 2018 lag er aufgrund einer kollabierten Lunge zeitweise im Krankenhaus. Im weiteren Jahresverlauf etablierte er sich als Stammkraft und der Klub verlängerte im Januar 2019 seinen Vertrag um zwei Jahre. In der Spielzeit 2019 kam er in 23 Saisonspielen zum Einsatz, mit einem Punkt Rückstand auf Djurgårdens IF wurde er mit der Mannschaft Vizemeister. Nach einer erneuten Knieverletzung fiel er Anfang 2020 längerfristig aus, nach seiner Rückkehr ins Training im Sommer hatten sich zwischenzeitlich Anel Ahmedhodžić und Franz Brorsson als Stamminnenverteidiger etabliert. Sein letztes Ligaspiel bestritt Bengtsson am 25. Oktober 2020 gegen den IFK Göteborg, dabei wurde er kurz vor Schluss für Erdal Rakip eingewechselt. Dies blieb sein einziger Spieleinsatz in der Meistersaison 2020.
Im April 2021 verkündete Rasmus Bengtsson sein Karriereende.

## Erfolge
- Niederländischer Pokalsieger: 2011
- niederländischer Vizemeister: 2011
- Schwedischer Meister: 2016, 2017, 2020